# 大阪湾岸道路
大阪湾岸道路（おおさかわんがんどうろ）は、神戸淡路鳴門自動車道の垂水JCTから関西空港自動車道のりんくうJCTに至る延長約80 kmの自動車専用道路である。地域高規格道路の計画路線として、阪神高速道路4号湾岸線、5号湾岸線、そして、5号湾岸線の延伸路線が大阪湾岸道路西伸部として指定されている。また、 りんくうJCTより南部への延伸路線が大阪湾岸道路南延伸として候補路線に指定されている。
2016年度から一般国道2号 大阪湾岸道路西伸部（六甲アイランド北 - 駒栄）として直轄事業化される予定。

## 路線詳細
- 神戸市道高速道路湾岸線（垂水JCT - 名谷JCT） ※阪神高速道路5号湾岸（垂水）線として供用中
- 大阪湾岸道路西伸部（名谷JCT - 南駒栄JCT） ※都市計画済
- 一般国道2号 大阪湾岸道路西伸部（駒栄 - 南駒栄JCT - 六甲アイランド北出入口） ※事業中
- 兵庫県道・大阪府道高速湾岸線（六甲アイランド北出入口 - りんくうJCT） ※阪神高速5号湾岸線及び4号湾岸線として供用中
- 大阪湾岸道路南延伸部（りんくうJCT - 阪南市方面） ※構想のみ